# Jan Fridegård-priset
Jan Fridegård-priset är ett svenskt kulturpris utdelat sedan 2006.
Priset instiftades av Håbo kommun år 2006 till minne av arbetareförfattaren Jan Fridegård. Det utdelas vartannat år till en person "som inom det nordiska språkområdet ger stöd och hopp åt människor som inte själva kan göra sig tillräckligt hörda", en person som verkar i Fridegårds anda inom litteratur, film eller teater "för ökat människovärde och förbättrad livsmiljö". Prissumman är på 100 000 kronor och utdelningen sker på Biskops Arnö i regel vid Fridegårds födelsedag 14 juni.

## Pristagare
- 2006 – Marit Paulsen
- 2008 – Elsie Johansson
- 2010 – Lo Kauppi
- 2012 – Roy Andersson
- 2014 – Michel Wenzer
- 2016 – Helene Rådberg
- 2018 – Jila Mossaed
- 2020 – Karl Daniel Törnkvist och Clara Bodén
- 2022 – Kjell Johansson[1]
- 2024 – Susanna Alakoski och Elise Karlsson[2]